# Assen-Oost
Assen-Oost is een wijk in Assen, in de Nederlandse provincie Drenthe. Het wordt ook wel Vredeveld genoemd, naar het gelijknamige landhuis dat stond op landgoed Valkenstijn.
In de jaren 1920 werden werkmanswoningen gebouwd met rode daken, het Rode Dorp, het Blauwe dorp en het Witte dorp. De wijk bestaat verder uit verschillende buurten zoals het hierboven genoemde Rode, Witte en Blauwe dorp, de Schildersbuurt, Amelterhout en de villawijken Vreebergen, Houtlaan en Sluisdennen. Verder beschikt de wijk over een centraal winkelcentrum waarin een supermarkt, bakker, cafetaria, kapper en nog een aantal andere winkels gevestigd zijn.